# Sibusiso Mabiliso
Sibusiso Mabiliso, né le 14 avril 1999 à Rustenburg, est un footballeur sud-africain qui évolue au poste d'arrière gauche au AmaZulu FC.

## Biographie

### En club
Formé au club de sa Rustenburg natale, le Platinum Stars FC, il rejoint en 2018 l'AmaZulu Football Club, qui évolue au plus haut niveau sud-africain et où il s'impose rapidement, malgré son jeune âge.

### En sélection
International avec les moins de 20 ans, il permet notamment à son équipe de remporter la médaille de bronze à la CAN des moins de 20 ans 2019, qui la qualifie également pour la Coupe du monde de la même catégorie.
Lors de la CAN junior, il joue quatre matchs, en revanche lors du mondial junior il ne joue qu'une seule rencontre.